# Río Chama
El río Chama es uno de los ríos más importantes del occidente venezolano. Tiene una longitud de más de 200 kilómetros, y se ubica en el estado Mérida, siendo el principal río de la entidad. La cuenca del río Chama abarca más de 3517 km² y un caudal anual estimado en la cuenca alta de 458,19 litros cada segundo.

## Curso
El río Chama nace en el páramo de Mucuchies, cerca del collado del cóndor a una altura aproximada de 4000 m s. n. m. y es tributario del lago de Maracaibo.
El río Chama sigue el curso de la falla tectónica de Boconó, el mismo que separa la Sierra Nevada de la Sierra La Culata, ambas en la Cordillera de Mérida, creando un extenso valle asiento de una importante cantidad de ciudades y pueblos entre los que se destacan San Rafael de Mucuchíes, Tabay, la ciudad de Mérida y El Vigía.

## Flora y fauna
A partir de los años 1990 se ha reportado una posible declinación poblacional de la mariposa Papilio polyxenes, anteriormente común en la zona media del río Chama.
Se ha demostrado que los nematodos Radopholus similis, Pratylenchus coffeae, Helicotylenchus multicinctus y Meloidogyne sp. se encuentran en las plantaciones de plátano de la margen izquierda del río Chama, municipio Colón, estado Zulia, tanto en las raíces como en el suelo; mientras que el Criconemoides sp. se encontró solo en el suelo.

## Geografía

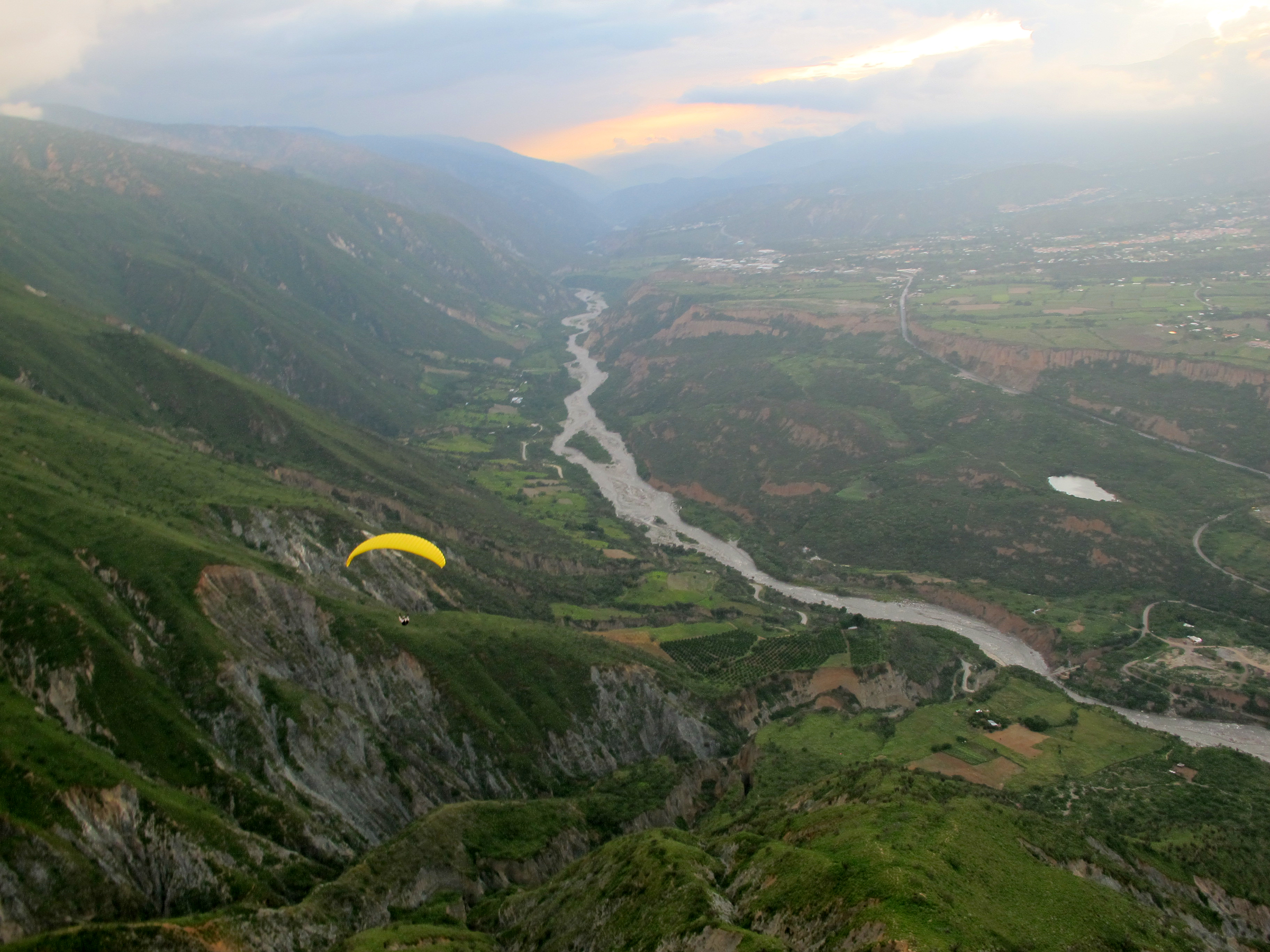
Vista del cauce del río Chama atravesando el Municipio Sucre del estado Mérida.

La cuenca alta del río Chama, yuxtapuesta a la cuenca del río Motatán, ocupa una superficie aproximada de 50 000 ha, enmarcada en una franja altitudinal que termina con una diferencia de 2800 metros de altitud entre las tierras más altas y las más bajas.
El Alto Chama es un valle longitudinal, por disponer de una superficie fundamentalmente plana, lo que lo ha hecho históricamente el asiento de centros poblados dedicados principalmente a la agricultura. La depresión del Chama ha constituido un paso natural importante en el eje andino, comunicando la parte central de la Cordillera con el resto de la misma, tanto al suroeste y como al noreste.

## Contaminación
Considerando la cantidad de sólidos suspendidos totales, nitrógeno y fósforo total y presencia microbiana, el río Chama es el tributario del lago de Maracaibo más contaminado, probablemente por las aguas de escorrentía y domésticas, las cuales están cargadas de una gran cantidad de bacterias.
Desde las cabeceras del río a una altitud de más de 4000 metros sobre el nivel del mar (collado del cóndor), el Chama corre aguas abajo como un torrente de montaña empinada. A medida que avanza a través del valle, rápidamente se contamina con las aguas residuales de los muchos poblados por los que pasa a lo largo de su trayectoria. El río continúa su recorrido pasando al pie de la terraza donde se asienta la ciudad de Mérida. Cerca de la ciudad de Ejido, el río Albarregas se une al Chama, vertiendo todos los contaminantes de la ciudad de Mérida y alcanzando así su nivel máximo de contaminación. Desde allí, el río sigue en descenso pronunciado, a través de un cauce muy pedregoso. Esto permite que el agua se oxigene y, naturalmente sea purificado de sus contaminantes orgánicos. En la localidad de Las González, el Chama, mientras que todavía está contaminado, es a menudo utilizado por deportistas en balsa en descenso de ríos.